# Ajibade Omolade
Ajibade Omolade (ur. 12 czerwca 1984 w Lagos) – nigeryjski piłkarz występujący obecnie w Plateau United.
Swoją karierę rozpoczynał w El-Kanemi Warriors, w 2002 r. przeszedł do Enyimba FC.
W lipcu 2007 r. był na testach w niemieckim 1. FC Köln, a w styczniu 2008 r. przeszedł na zasadzie wypożyczenia (które trwało do lipca 2008 r.) do Gombe United.